# Nina Marqui
Nina Marqui (Carrizales, Argentina) fue una vedette y actriz de cine y teatro argentina.

## Carrera
Comenzó su carrera a fines de 1950 como bailarina y luego como media vedette del Teatro Maipo donde compartió cartel con colosas figuras de la escena nacional como Dringue Farías, Carlos Castro, Vicente Rubino, Marcos Zucker, Juan Carlos Mareco, Jesús Gómez, Pedro Quartucci, Héctor Rivera, Juan Verdaguer y Don Pelele . Acompañó a primeras vedettes como Ethel Rojo, Maruja Montes y Diana Maggi.

De frecuente participación en espectáculos revisteriles, desempeñó pequeños roles en películas de la década del '50 como El vampiro negro, en 1953, junto a Olga Zubarry, Roberto Escalada y Nathan Pinzón; y la La noche del hurto, en 1976 con Ricardo Espalter, Ethel Rojo, Javier Portales y Mario Sánchez. Trabajó en la pantalla grande bajo la dirección de prolíficos maestros como Román Viñoly Barreto, Carlos Schlieper, Mario Lugones, Enrique Carreras y Hugo Sofovich.

## Filmografía
- 1976: La noche del hurto.
- 1956: De noche también se duerme
- 1955: Ensayo final
- 1954: Detective
- 1953: El vampiro negro

## Teatro
- 1950: Retazo, del italiano Darío Nicodemi.
- 1954: El amor de Barba Azul, con Alberto Closas, Malisa Zini y Héctor Méndez.
- 1955: La revista de los ases.
- 1955: Esta si que es una bomba.
- 1955: Divorciópolis.
- 1955: Gran batucada carnavalera.
- 1956: Disloquibambia.
- 1956: Los pecados más alegres del mundo.
- 1957: Bombas en el Maipo.
- 1957: Constituyen pan y vino.
- 1958: No aflojes Arturo.
- 1958: La que le espera excelencia.
- 1958: Si me dejan estudiar "io" todo lo voy a arreglar.
- 1959: ¿Quien dijo que falta carne?.